# Karl Friedrich Meinshausen
Karl Friedrich Meinshausen ( 1819 - 1899 ) fue un botánico alemán.

## Algunas publicaciones

### Libros
- 1860. Beitrag zur pflanzengeographie des Süd-Ural-gebirges. 84 pp.
- 1868. Mittheilungen über die flora Ingriens, Volumen 2. 35 pp.
- 1869. Synopsis plantarum diaphoricarum florae Ingricae, oder, Notizen-Sammlung über die mannig-faltige Verwendung der Gewächse Ingriens (Gouvern. St. Petersburg). Ed. Röttiger & Schneider. 94 pp.
- 1871. Nauchrichten überd das Wilui-gebiet in Ostsibirien. Ed. Eggers und Co. 246 pp. Reeditó en 1969 Biblio Verlag
- 1878. Flora ingrica: oder, Aufzählung und Beschreibung der Blüthenpflanzen und Gefass-cryptogamen des Gouvernements St. Petersburg. Ed. Buchdruckerei der Kaiserlichen Akademie. 512 pp.
- ------------, Johannes Christof Klinge, Komarow, W. 1900. Die Cyperaceen der Flora Russlands: inbesondere nach den Herbarien der Akademie der Wissenschaften. 194 pp.
- ------------, ------------, ------------. 1901. Die Cyperaceen der Flora Rußlands ; insbesond. nach d. Herbarien d. Akad. d. Wiss. bearb. Volumen 18 de Acta Horti Petropolitani. Ed. Tip.-Lit. 'Gerolda'. 194 pp.

- La abreviatura «Meinsh.» se emplea para indicar a Karl Friedrich Meinshausen como autoridad en la descripción y clasificación científica de los vegetales.[1]